# Béatrice Millêtre
Béatrice Millêtre (née en 1965 à Paris) est docteur en psychologie.
Elle pratique les thérapies comportementales et cognitives.
Formée aux neurosciences à l'École normale supérieure, elle participe aux premières formations en sciences cognitives en France. 
Elle crée et utilise avec succès la thérapie par projets pour contrer l'ennui, qu'elle identifie comme source à de nombreuses problématiques; elle est également à l'origine de l'utilisation du raisonnement intuitif pour libérer son potentiel, de la terminologie de neuro-droitier et neuro-gaucher pour parler, en français de la préférence hémisphérique, et prône une approche directement issue de la psychologie positive pour changer son regard sur soi et les autres et retrouver naturel, spontanéité et sérénité..
Outre sa pratique de psychothérapeute, elle est Fondatrice et Directrice du Groupe Francophone d’Échange sur la Pratique des TCC et anime des formations universitaires. Elle intervient régulièrement dans des congrès et publie des ouvrages visant à améliorer le bien-être mental.
En 2022, elle a conçu un Guide de sensibilisation à la neurodiversité pour les ressources humaines , en collaboration avec Laetitia Vilpellet et Julie Norguet de LR-Associates (une firme conseil en recrutement & ressources humaines). Ce guide permet aux gestionnaires d'identifier les « profils neuroatypiques qui ont un mode de fonctionnement inadapté aux méthodes de management et d’intégration standardisées. » 
Elle est reconnue en France et en Europe en tant que spécialiste des personnes Hauts Potentiels et de la Neurodiversité.   